# Zvezda 2005 Perm
El Zvezda 2005 Perm (en ruso Звезда-2005 Пермь) es un club ruso de fútbol femenino de la ciudad de Perm. Actualmente compite en el Campeonato Ruso de fútbol femenino primera división del fútbol femenino de Rusia.
Como indica su nombre, se fundó en 2005. No tiene nada que ver con el Zvezda Perm masculino, que desapareció en 1997. 
El Zvezda ganó un doblete en 2007, y en su debut en la Liga de Campeones llegó a la final contra todo pronóstico tras derrotar al Røa, el Brøndby y el Umeå. Posteriormente ha ganado otras dos ligas, y más recientemente dos copas.
Juega en el Estadio Zvezda de Perm, como el FC Amkar Perm.

## Títulos
- Liga de Campeones: Subcampeón en 2009
  - Final: Perdió 7-1 contra el FCR Duisburgo a doble partido (0-6 en Kazan y 1-1 en Duisburgo)
- 3 Ligas: 2007, 2008, 2009
- 3 Copas: 2007, 2012, 2013